# Karangpatihan (Balong)
Karangpatihan is een bestuurslaag in het regentschap Ponorogo van de provincie Oost-Java, Indonesië. Karangpatihan telt 4717 inwoners (volkstelling 2010).